# Свердловское высшее военно-политическое танко-артиллерийское училище
Свердловское высшее военно-политическое танко-артиллерийское училище (СВВПТАУ) — военно-учебное заведение СССР, располагавшееся в Свердловске.

## История
Училище создано в соответствии с Постановлением ЦК КПСС от 21 января 1967 года «О мерах по дальнейшему улучшению партийно-политической работы в Советской Армии и Военно-Морском Флоте» и на основании приказа Министра обороны СССР 063 от 13 марта 1967 года и было призвано готовить офицеров-политработников для танковых и артиллерийских подразделений.
Первым начальником училища был назначен Уткин Борис Павлович, а начальником политического отдела полковник Ефименков Иван Сергеевич. В апреле 1968 года училищу было вручено Боевое Знамя. Грамоту к Знамени Президиум Верховного Совета СССР выдал 10 ноября 1967 года. Последующими начальниками училища были генерал-лейтенант Коростыленко Андрей Федосеевич (1971—1986) и генерал-майор Круглов Константин Петрович (1986—1992).
В целях увековечивания памяти генерального секретаря ЦК КПСС Леонида Ильича Брежнева ЦК КПСС, Президиум Верховного Совета СССР и Совет Министров СССР 18 ноября 1982 года присвоили училищу его имя. В апреле 1988 года присвоение училищу имени Л. И. Брежнева было отменено. С 3 января 1992 года в соответствии с приказом Главнокомандующего Вооруженными Силами Содружества Независимых Государств Свердловское высшее военно-политическое танко-артиллерийское училище было переформировано в Екатеринбургское высшее артиллерийское командное училище.
За четверть века своего существования училище подготовило 8750 офицеров-политработников. Среди них 176 золотых медалистов, 1628 окончили училище с отличием. В последующем более 470 человек продолжили своё образование в военных академиях и университете. Более 30 офицеров защитили диссертации. Свыше 1500 воспитанников СВВПТАУ удостоены государственных наград.
За штурм высоты, захваченной боевиками Хаттаба во время нападения в 1999 году на Дагестан, звание Героя Российской Федерации присвоено выпускнику 1975 года гвардии полковнику В. В. Полянскому.
Уроженец г. Первоуральска Свердловской области, выпускник 1986 года, С. Н. Стволов удостоен звания Героя Российской Федерации в сентябре 2000 года за мужество и героизм, проявленные при выполнении воинского долга в Чечне.
В 1992 году расформировано приказом Министра обороны Российской Федерации.
12 мая 1996 года звание Героя Российской Федерации присвоено оперуполномоченному спецотдела быстрого реагирования УБОПа при УВД Свердловской области лейтенанту милиции А. Г. Монетову, погибшему при ликвидации одной из террористических групп Дудаева в посёлке Новом. А. Г. Монетов учился в СВВПТАУ с 1991 по июнь 1993 года. Отчислен в связи с расформированием училища. 25 декабря 2023 года звания Героя Российской Федерации посмертно удостоен выпускник училища 1988 года генерал-майор В. П. Фролов.

## Список заслуженных выпускников
- Горбенко, Александр Николаевич
- Клинцевич, Франц Адамович
- Лутовинов, Александр Ильич
- Полянский, Валентин Валентинович
- Прокудин, Николай Николаевич
- Просвирнин, Сергей Геннадьевич
- Фролов, Владимир Петрович (генерал-майор)